# 5539 Лімпорйен
5539 Лімпорйен (5539 Limporyen) — астероїд головного поясу, відкритий 16 жовтня 1965 року.
Тіссеранів параметр щодо Юпітера — 3,487.